# Lingwala
Lingwala är en stadsdel (franska: commune) i Kinshasa.